# Albert Grzesinski

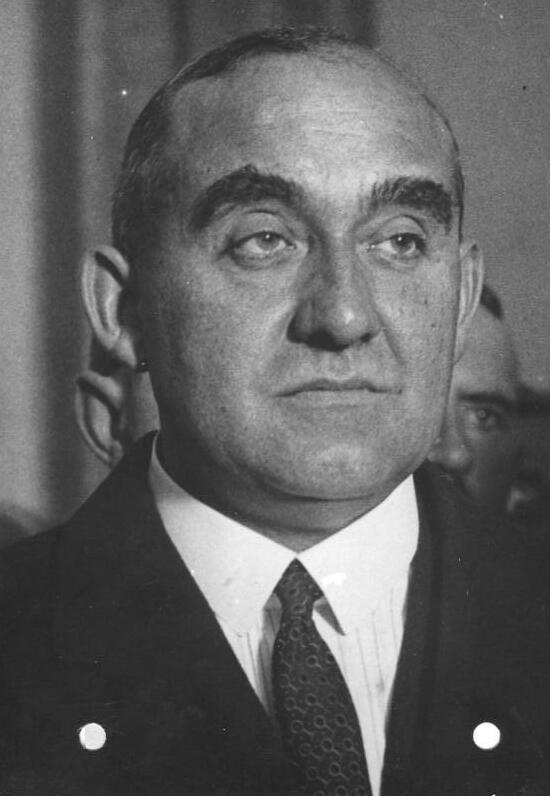
Albert Grzesinski (1926)

Albert Karl Wilhelm Grzesinski (* 28. Juli 1879 in Treptow an der Tollense, Vorpommern, als Albert Ehlert; † 31. Dezember 1947 in New York City) war ein deutscher Gewerkschaftsfunktionär und Politiker (SPD). Er war von 1926 bis 1930, als Mitglied des Kabinetts Braun III, Innenminister des Freistaats Preußen sowie 1925–1926 und 1930–1932 Polizeipräsident in Berlin.

## Leben

### Familie und Ausbildung
Grzesinski war unehelicher Sohn des Berliner Dienstmädchens Berta Ehlert und des Metzgergesellen Albert Lehmann. Bis zur Heirat seiner Mutter mit dem Spandauer Stellmacher Thomas Grzesinski im Jahr 1884 wuchs er bei den Großeltern in Treptow auf, dann bei der Mutter und dem Stiefvater, der ihn 1892 adoptierte, in Spandau. Albert Grzesinski besuchte dort bis 1893 eine Volksschule. Danach erlernte er in Berlin den Beruf des Metalldrückers.
Im Jahr 1897 wurde er Mitglied des Deutschen Metallarbeiter-Verbandes (DMV) im ADGB. In die Sozialdemokratische Partei trat er 1898 ein. Als Gewerkschaftsfunktionär kam er nach Offenbach am Main, wo er von 1903 bis 1907 Vorsitzender der örtlichen SPD war.

### Gewerkschaftsfunktionär, Ratsvorsitzender und Landtag
Im Jahr 1906 wurde er Sekretär des DMV in Offenbach. 1907 wechselte er nach Kassel, wo er bis 1919 Sekretär des DMV war und von 1918 bis 1919 Vorsitzender eines Gewerkschaftskartells. Auch organisierte er hier den Zusammenschluss verschiedener Verbraucherverbände. Während der Kriegsjahre gelangte er mit seiner sozialpolitischen Arbeit zu einem gewissen Ansehen und Anerkennung. Somit wurde er nach dem Ende des Ersten Weltkrieges in den Kasseler Arbeiter-, Bauern- und Soldatenrat gewählt und dessen Vorsitzender, womit er einen bestimmten Einfluss in Kassel und Nordhessen erlangte.
Während der Novemberrevolution ergriff Grzesinski früh für die Repräsentanten der alten Ordnung Partei. So sorgte er am 14. November für die Unterbringung, den Schutz und feierlichen Empfang Paul von Hindenburgs und seiner Obersten Heeresleitung in Kassel und versicherte in einem von der Lokalpresse veröffentlichten Willkommensgruß, „dass die bürgerliche und soldatische Bevölkerung Kassels ihm nur Gefühle der Verehrung und Hochachtung entgegenbringen wird und er vor jeder Belästigung sicher“ sei. Um Hindenburg nicht zu verärgern, hatten die Mitglieder des Arbeiter- und Soldatenrats ihre roten Armbinden bei dieser Gelegenheit gegen schwarz-weiße ausgetauscht.
In der nachfolgenden Rätebewegung unterstützte Grzesinski vorbehaltlos den Rat der Volksbeauftragten. Somit wurde er in den Zentralrat gewählt, der auf dem 1. Reichsrätekongress (16. bis 21. Dezember 1918) und 2. Reichsrätekongress (3. bis 14. April 1919) jeweils gebildet wurde. Anfang Januar 1919 sprach sich Grzesinski für die militärische Niederschlagung des Berliner Spartakusaufstandes aus. In Kassel nahm er von 1919 bis 1924 ein Mandat in der Stadtverordnetenversammlung wahr, zuerst als Stadtverordneter, dann als Vorsitzender der Versammlung. Auch gehörte er von 1919 bis 1921 der preußischen Landesversammlung an, danach ab 1921 bis 1933 dem preußischen Landtag.

### Laufbahn im preußischen Staat
Seine Laufbahn als Staatsfunktionär begann am 16. Juni 1919, als er zum Unterstaatssekretär im preußischen Kriegsministerium ernannt wurde. Diese Position hatte er bis zum 10. November 1919 inne. Als er den Vorschlag einer schnellen Demobilisierung vorgetragen hatte, wobei er sich als Ausführender anbot, wurde er zum Reichskommissar des Reichsabwicklungsamtes eingesetzt. Diese Funktion übte er von November 1919 bis März 1921 aus.
Den Posten des Reichswehrministers lehnte er 1920 ab, weil er den Korpsgeist der Reichswehr und seine Auswirkungen kannte. Daher weilte er als Referendar von 1921 bis 1922 im Reichsarbeitsministerium. Von November 1922 bis März 1924 wirkte er als Präsident des preußischen Landespolizeiamtes. Als dieses Amt aufgelöst wurde, übernahm er ab dem 16. Mai 1925 bis zum 6. Oktober 1926 das Amt des Polizeipräsidenten von Berlin. Als während der Monate April bis Mai 1926 ein Rechtsputsch in der Republik drohte, zeigte er diese Gefahr öffentlich an.

### Innenminister
Als der preußische Innenminister Carl Severing am 6. Oktober 1926 während der von ihm maßgeblich initiierten Großen Berliner Polizeiausstellung aus gesundheitlichen Gründen zurücktrat, wurde Grzesinski zu seinem Nachfolger bestimmt. Er setzte im Innenministerium den Rücktritt des Staatssekretärs Friedrich Meister (DVP) durch und ersetzte ihn durch den Leiter der Polizeiabteilung Wilhelm Abegg. Den Posten Abeggs nahm Ministerialrat Erich Klausener ein. Neuer Polizeipräsident in Berlin wurde Karl Zörgiebel. Seine offizielle Amtszeit begann am 7. Januar 1927 und endete am 28. Februar 1930.
Als Innenminister versuchte er, die Gedanken der Demokratie in die Geschäftsführung des Ministeriums einzubringen. Dazu förderte er auch die Besetzung von Amtsträgern durch Sozialdemokraten. Weiterhin setzte er mit Gesetz vom 27. Dezember 1927 die Abschaffung der Gutsbezirke in Ostdeutschland durch. Dieses Relikt aus dem Lehnswesen hatte bis dahin den Grundbesitzern die Verwaltungshoheit über ihre Ländereien gegeben, so dass die dort ansässige Landbevölkerung kein kommunales Wahlrecht und keine Mitsprache an der Selbstverwaltung ihrer Gemeinde hatte.
Als Chef des preußischen Landespolizeiamtes, als Polizeipräsident von Berlin und als preußischer Innenminister war Grzesinski gemeinsam mit seinem Staatssekretär Wilhelm Abegg sehr um eine Demokratisierung der Verwaltung und Polizei bemüht. Im Vorwort zu einem Buch anlässlich der Internationalen Berliner Polizeiausstellung 1926 spricht er, noch als Polizeipräsident, von der Devise der Polizei, Freund, Helfer und Kamerad der Bevölkerung zu sein. Grzesinski gilt damit, neben dem Berliner Kriminalbeamten Erich Liebermann von Sonnenberg und Carl Severing selbst, als einer der Urheber des Slogans Die Polizei – Dein Freund und Helfer. Der Slogan diente als Leitspruch besagter Ausstellung („Die Polizei, dein Freund und Helfer – Bitte treten Sie näher!“), fand sich aber auch, in abgewandelter Form, in Carl Severings Eröffnungsrede. 1937 verwendete dann Heinrich Himmler den Slogan in einem Geleitwort des Buchs „Die Polizei – einmal anders“ (Franz-Eher-Verlag, München), von Helmuth Koschorke.
Im März 1927 hob er wegen der „Wirkungslosigkeit regional begrenzter Maßnahmen“ auf Drängen Paul Löbes das nur in Preußen bestehende Redeverbot für Adolf Hitler auf. Als am 14. Februar 1928 auf dem Preußentag der SPD die Auflösung Preußens gefordert wurde, wandte er sich entschieden dagegen, denn diese Forderung wolle nur das „unbequeme republikanische Preußen“ beseitigen.
Im Oktober 1928 war Grzesinski Passagier des Luftschiffs LZ 127 „Graf Zeppelin“ auf seiner ersten Transatlantik-Fahrt.
Anfang Oktober 1929 verbot er die Landesverbände Rheinland, Industriegebiet und Westfalen des Stahlhelm, weil sie bei Langenberg im entmilitarisisierten Rheinland ein paramilitärisches Manöver abgehalten hatten. Diese Maßnahme verschlechterte die Beziehungen zwischen der preußischen Landesregierung und der Reichswehr, deren Minister Wilhelm Groener das Verbot für taktisch unklug hielt und behauptete, das demokratische Reichsbanner Schwarz-Rot-Gold würde ähnliche Soldatenspiele veranstalten.
In seiner Eigenschaft als Innenminister war Grzesinski zunehmend in die innenpolitischen Auseinandersetzungen zwischen der KPD, NSDAP und dem Stahlhelm verwickelt. Als es am 1. Mai 1929 in Berlin zu Straßenkämpfen kam, stützte er mit dem Reichsinnenminister Severing den Polizeipräsidenten Zörgiebel. Diese Tage gingen in die Geschichte als der Berliner Blutmai ein. Am 3. Mai 1929 sprach er für Preußen das Verbot des Roten Frontkämpferbundes (RFB) aus.

### Polizeipräsident

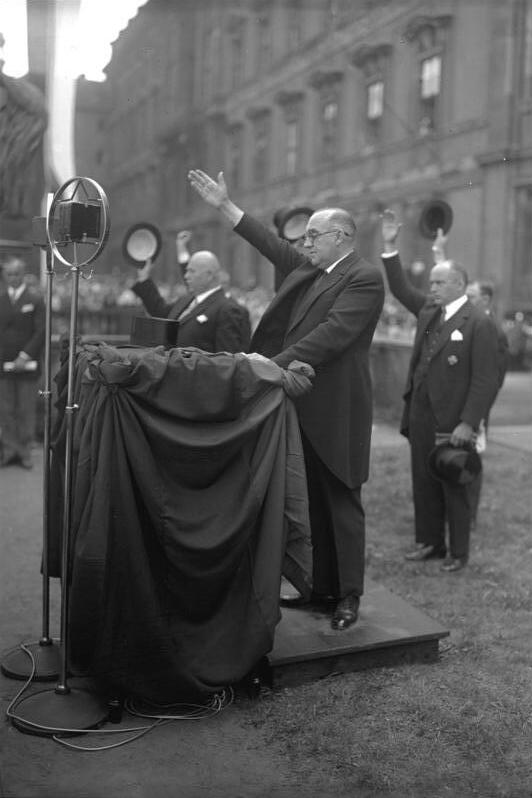
Albert Grzesinski bei der Verfassungsfeier 1929

1926 hatte sich Grzesinski von seiner Frau getrennt und lebte nun mit der englischen Schauspielerin Daisy Torrens zusammen. Dies wurde von der Rechtspresse kampagnenartig skandalisiert, weshalb er am 28. Februar 1930 vom Amt des Innenministers zurücktreten musste. Sein Nachfolger wurde Heinrich Waentig. Als dieser am 22. Oktober 1930 zurücktrat, wurde Grzesinski am 6. November 1930 zum Polizeipräsidenten von Berlin ernannt. Dieses Amt hatte er bis zum 20. Juli 1932 inne. Entschieden kämpfte er gegen politische Gewalt von rechts und links, wobei er Letztere für deutlich gefährlicher hielt: Im Herbst 1930 erklärte er auf einer Festveranstaltung des Reichsbanners Schwarz-Rot-Gold in Berlin-Kreuzberg, er sehe „in den Nationalsozialisten nicht die Gefahr, für die man sie mancherorts hält; die größere Gefahr sind die Kommunisten, mit denen das Reichsbanner so schnell wie möglich Schluss machen sollte“. In der Parteizeitung Vorwärts schrieb er wenige Wochen später, man müsse immer wieder feststellen, „daß die Kommunisten den faschistischen Gegnern das Material für ihre Propaganda liefern“. Am 14. Oktober 1931 bilanzierte er vor dem Preußischen Landtag den „Blutterror der KPD“, der seit Jahresbeginn zu 34 Toten und 186 Schwerverletzte geführt habe. Auf das Konto der Nationalsozialisten seien im gleichen Zeitraum elf Tote und 78 Schwerverletzte gegangen. Am 20. Juni 1931 verbot Grzesinski ein nationalsozialistisches Sportfest und die von der KPD organisierte Spartakiade. Reichsinnenminister Severing hob das Verbot aber wieder auf, da er die Gefahr von Unruhen für geringer hielt, wenn sie stattfinden würde. Das Verbot der NS-Veranstaltung blieb bestehen.
Am Morgen des 11. Dezember 1931 schlug Grzesinski dem preußischen Ministerpräsidenten Otto Braun vor, Adolf Hitler zu verhaften und als unerwünschten Ausländer abzuschieben; ein Eisenbahnzug stehe schon bereit. Der Führer der NSDAP hatte für diesen Tag internationale Journalisten ins Hotel Kaiserhof zu einer Pressekonferenz geladen, die Verhaftung sollte also vor den Augen der Presse stattfinden. Braun war einverstanden, doch als sein Innenminister Severing bei der Reichsregierung nachfragte, trat erneut der Konflikt zutage, der zwischen beiden Straßenseiten der Wilhelmstraße schon länger schwelte: Hermann Pünder, der Staatssekretär in der Reichskanzlei warnte davor, Hitler zum Märtyrer zu machen, Reichskanzler Heinrich Brüning gab zu bedenken, dass Hitler zwar staatenlos sei, aber im Weltkrieg doch auf deutscher Seite gekämpft hatte. Ohne Zustimmung der Reichsregierung wollten Braun und Severing aber nicht vorgehen, weshalb Hitler seine Pressekonferenz unbehelligt durchführen konnte.
Grzesinski machte seiner Enttäuschung am 7. Februar 1932 bei einer Versammlung der Eisernen Front in Leipzig Luft, als er es für „blamabel“ erklärte, dass niemand Hitler „mit der Hundepeitsche davonjagt“. Er musste sich dafür gegenüber Severing und seinen Dienststellen verantworten, weil die Passage so konstruiert werden konnte, als habe er als Polizeipräsident zur Gewalt gegen parteipolitische Gegner aufgerufen. Im genauen Wortlaut der Rede ist ersichtlich, und so verteidigte sich Grzesinski, dass sich die als SPD-Politiker ausgesprochenen Ausführungen in erster Linie gegen die Reichsregierung richteten. Mit dieser Rede zog er den besonderen Hass der Nationalsozialisten auf sich, die ihn bis 1933 immer wieder zur Zielscheibe ihrer Hetze machten. Hitler bezog sich zum Beispiel bei einer NSDAP-Versammlung in Dresden am 23. Juli 1932 auf Grzesinskis Äußerung. Bei der Eröffnung des preußischen Landtags am 22. März 1933 legten NSDAP-Abgeordnete auf seinem Sitz im Plenarsaal – Grzesinski war abwesend – eine Hundepeitsche nieder. Im Februar 1932 wurden in einem Sturmlokal der SA zwei lebensgroße Puppen mit den Gesichtern von Grzesinski und Severing gefunden, die offenkundig zu Schießübungen gedient hatten. Am 6. Juni 1932 beantragte die NSDAP-Fraktion im Preußischen Landtag, Grzesinski des Amtes zu entheben. Die KPD-Fraktion stimmte zu, der Antrag verfehlte nur knapp die erforderliche Zweidrittelmehrheit.
Beim Altonaer Blutsonntag führte ein SA-Marsch durch ein Arbeiterviertel am 17. Juli 1932 zu blutigen Auseinandersetzungen mit 18 Toten. Grzesinski wurde vom preußischen Innenministerium telefonisch informiert. (Altona gehörte bis 1937 zu Preußen) und um Rat gefragt. Er erwiderte, er würde „den Polizeipräsidenten von Altona und den Regierungspräsidenten des Bezirks […] sofort ihrer Posten entheben und über Altona den Ausnahmezustand verhängen“. 1933 kommentierte er im Pariser Exil in seinen Memoiren: „Eine solche Tat hätte die republikanische Öffentlichkeit zum Kampf aufgescheucht und die Reaktion in die Abwehr gedrängt“. Doch nichts dergleichen geschah. Stattdessen wurden die Ausschreitungen der sozialdemokratisch geführten Landesregierung angelastet, Reichskanzler Franz von Papen ließ sie im Zuge des Preußenschlags per Notverordnung ihres Amts entheben. Grzesinski weigerte sich, seinen Posten zu verlassen, und wurde für mehrere Stunden in Haft genommen, bis er sich per Unterschrift verpflichtete, keinerlei Amtshandlungen mehr vorzunehmen. Einen breiten, republikanischen Widerstand dagegen hielt er angesichts der militärischen Überlegenheit der Reichswehr für aussichtslos. Doch bereits Ende August notierte er zunehmende Zweifel an der resignativen Haltung der Sozialdemokraten: „Insbesondere das Weglaufen Brauns wird mit großer Bitterkeit festgestellt und entsprechende Hinweise von Rednern in Partei Zusammenkünften werden mit stürmischem Beifall begleitet.“ Zu seinem Nachfolger bestellte die Regierung Papen den bisherigen Essener Polizeipräsidenten Kurt Melcher.

### Emigration
Grzesinski floh im März 1933 nach der Machtergreifung vor den Nationalsozialisten zunächst in die Schweiz, dann nach Frankreich. Sein Name stand im August 1933, neben 32 weiteren, auf der Ersten Ausbürgerungsliste des Deutschen Reichs. In London stellte er sich dem internationalen Untersuchungsausschuss vom 14. bis 18. September 1933 zur Verfügung, der versuchte, die Hintergründe des Reichstagsbrandes aufzuklären. Im Jahr 1934 veröffentlichte er seine Memoiren unter dem Titel La Tragi-Comédie de la République Allemande. Mit einem weiteren Buch von 1939 mit dem Titel Inside Germany bedauerte er, dass er nicht entschieden genug die Feinde der Weimarer Republik bekämpft habe.
Im Lutetia-Kreis (1935–1937) in Paris wirkte er mit am Versuch, eine Volksfront gegen die Hitlerdiktatur zu schaffen. Im französischen Innenministerium wirkte er von August 1936 bis Juli 1937 als Präsident des Konsultativkomitees für die deutschen politischen Flüchtlinge. Im Juli 1937 emigrierte er in die USA und ging nach New York, wo er wieder als Metalldrücker arbeitete. Hier wurde er 1938 Präsident der Emigrantenvereinigung German Labour Delegation und war am 2. Mai 1944 Gründungsmitglied des Council for a Democratic Germany, wofür er von rechten Mitgliedern der German Labour Delegation heftig attackiert wurde. 1947 starb Albert Grzesinski in New York City.

## Publikationen
- Tausend Bilder : Grosse Polizei-Ausstellung Berlin 1926, gemeinsam herausgegeben mit Hans Emil Hirschfeld und Karl Vetter, Frankfurt/Main 1928.
- Verwaltungsarbeit im neuen Staat (Vortrag), Verlag Gersbach & Sohn Berlin 1928.
- Wegweiser durch die Polizei : (Denkschrift) Berlin 1928.
- Im Zeppelin nach Amerika : Notizen aus dem Tagebuch des Preußisch. Ministers des Innern Albert Grzesinski, Verlag Gersbach & Sohn Berlin 1929.
- Das Beamtentum im neuen Staat; 2 Vorträge des preuß. Minister d. Innern u. Dr. Hans Völter, Vorstandsmitglied d. ADB, auf d. Mitteldt. Beamtentag in Magdeburg am 1. Dez. 1929, Allgemeiner deutscher Beamtenbund Berlin 1930.
- Der Polizeibeamte, gemeinsam herausg. mit Vorošilov, Kliment Efremovič, 1931.
- LA TRAGI-COMEDIE DE LA REPUBLIQUE ALLEMANDE 1934 PLON - Comédie.
- Inside Germany, Dutton Verlag New York 1939.
- Im Kampf um die deutsche Republik. Erinnerungen eines deutschen Sozialdemokraten (= Schriftenreihe der Stiftung Reichspräsident-Friedrich-Ebert-Gedenkstätte. Bd. 9). Herausgegeben von Eberhard Kolb. Oldenbourg, München 2001, ISBN 3-486-56591-5.
- Politische Reden 1919-1933. Herausgegeben von Dietfrid Krause-Vilmar. Reihe: Weimarer Schriften zur Politik. Franz Steiner Verlag. Stuttgart 2022